# Jean-Luc Bezoky
Jean-Luc Bezoky (ur. 6 lipca 1966) – madagaskarski bokser.
Brał udział w igrzyskach w 1984, na których startował w wadze piórkowej. W pierwszej rundzie miał wolny los, a w drugiej przegrał z Javierem Camacho z Meksyku, w którym sędzia przerwał walkę w trzeciej rundzie przy stanie 1:16. W końcowej klasyfikacji zajął 17. miejsce ex aequo ze wszystkimi, którzy odpadli w drugiej rundzie. Był najmłodszym Madagaskarczykiem, a także chorążym kadry swojego kraju na tych igrzyskach.